# Dani Evans
Danielle "Dani" Evans (Little Rock, Arkansas; 7 de junio de 1985) es una modelo estadounidense. En mayo de 2006 fue la ganadora de la sexta temporada del reality show America's Next Top Model. Su premio fue un contrato de $100,000 con cosméticos CoverGirl, un contrato con la agencia Ford Models y una sesión de fotos para la revista Elle. Evans es la segunda participante afrodescendiente que ha ganado el concurso (la primera fue Eva Pigford).

## Antes de ANTM
Antes de aparecer en America's Next Top Model, Evans trabajaba como niñera, así como anfitriona de la firma Abercrombie & Fitch.

## Participación enAmerica's Next Top Model
Al inicio del concurso, Evans fue una de las participantes más fuertes, siendo una de las favoritas de los jueces del show, que destacaban su belleza natural, su presencia imponente y su cauta y alegre personalidad. No fue sino hasta la segunda mitad de ANTM, que Dani fue objeto de críticas por su fuerte acento sureño, ya que una modelo debía saber hablar correctamente. A pesar de que consideraron este factor como problemático, los jueces creyeron que un entrenador de dicción lo podría corregir. En el juicio final, el panel se mostró muy dividido, ya que ambas finalistas, Danielle y Joanie Dodds eran bastante parejas. De la primera, se resaltó su fuerte paso en el desfile y su imponente presencia; mientras que de la segunda se alabó su versátil portafolio y su look sofisticado. Sin embargo, a pesar de sus problemas con el idioma, Danielle consiguió hacerse del triunfo y relegó a Dodds a un ajustado segundo lugar. Sin embargo la mayoría de los fanes se inclinaban por Joanie Dodds.

## Vida después de ANTM
Como parte del premio del show, Evans firmó por la agencia Ford Models y obtuvo un contrato por $100,000 con cosméticos CoverGirl.
Ella participó en el especial de CW "My Life as a Cover Girl". Dani, junto a CariDee English y Jaslene González fueron las únicas que renovaron contrato con CoverGirl luego del show. Evans, Eva Pigford, Nicole Linkletter y CariDee English son las únicas ganadoras de ANTM que han hecho múltiples anuncios para la marca. Danielle, asimismo, es la única ganadora del reality show que ha participado en comerciales de CoverGirl a nivel nacional. Sus créditos en el modelaje incluyen participaciones en: ELLE, Elle Girl, Jewel Magazine, In Touch Weekly, Essence Magazine, Seventeen, The New York Post, PowerPlay Magazine, Sephora, Akademiks, CoverGirl Eyewear (junto a Caridee English, Cycle 7). 
También, Evans ha sido parte de los siguientes desfiles: Issue, Victorio & Lucchino, Baby Phat Fall '07 y Zang Toi Fall '07. En la primavera de 2008, ella apareció en la colección de la diseñadora Jenni Kayne's. Evans ha desfilado, también en el show final de Korto's para la temporada 5 de Project Runway. En esta temporada Mr. Jay anunció que Danielle se haría llamar Dani.